# آویلیانو اومبرو
آویلیانو اومبرو (به ایتالیایی: Avigliano Umbro) یک شهرک و کومونه در ایتالیا است که در استان ترانی واقع شده‌است.

## خصوصیات
آویلیانو اومبرو ۵۱٫۳۲ کیلومترمربع مساحت و ۲٬۵۶۸ نفر جمعیت دارد و ۴۴۱ متر بالاتر از سطح دریا واقع شده‌است.